# Schmiedefeld am Rennsteig
Schmiedefeld am Rennsteig is een plaats en voormalige gemeente in de Duitse deelstaat Thüringen.
Schmiedefeld am Rennsteig telt  inwoners.

## Geschiedenis
Schmiedefeld am Rennsteig was de hoofdplaats van de Verwaltungsgemeinschaft Rennsteig todat deze op 1 januari 2019 werd opgeheven. Frauenwald en Stützerbach werden opgenomen in de gemeente Ilmenau, Schmiedefeld am Rennsteig werd een Ortsteil van Suhl en verliet daarmee de Ilm-Kreis waar de gemeente daarvoor deel van uitmaakte.

## Verkeer en vervoer
Tussen Stützerbach en Schmiedefeld am Rennsteig ligt spoorwegstation Rennsteig.
Albrechts · Dietzhausen · Gehlberg · Goldlauter-Heidersbach · Mäbendorf · Schmiedefeld am Rennsteig · Vesser · Wichtshausen